# Ribafrecha
Ribafrecha è un comune spagnolo di 940 abitanti situato nella comunità autonoma di La Rioja.